# 斉藤正男
斉藤 正男（齊藤 正男、さいとう まさお、1918年9月13日 - 2005年9月2日）は、日本の政治家。日本社会党衆議院議員（5期）。

## 経歴
静岡県出身。1943年浜松師範学校専攻科（現在の静岡大学教育学部）卒。静岡県内の中学校で勤務する。その後静岡県議会議員を経て、1967年の第31回衆議院議員総選挙で静岡3区から日本社会党公認で立候補して初当選した。以来連続5回当選。社会党県本部委員長、国会対策副委員長などを歴任した。1980年の第36回衆議院議員総選挙で落選、政界から引退した。
2005年9月2日、死去。86歳没。死没日付をもって従四位に叙された。

## 栄典
1988年、勲二等瑞宝章受章。